# Котячеокий вуж північний
Котячеокий вуж північний (Leptodeira septentrionalis) — найбільша отруйна змія з роду Котячеокий вуж родини полозових (Colubridae). Має 3 підвиди. Інша назва «трансамериканський котячеокий вуж».

## Опис
Загальна довжина досягає 1 м. Голова широка, очі великі, вертикальні зіниці. Тулуб стрункий з гладенькою лускою. Забарвлення кремове або світло—коричневе, уздовж спини тягнеться низка неоднакових темно—коричневих або чорних плям.

## Спосіб життя
Полюбляє вологі місцини: біля струмків, озер або у вологих лісах. Активний вночі. Харчується жабами, зокрема їх яйцями видів, які розмножуються у чагарниках, заливаються водою.
Отрута слабка й не становить загрозу для життя людини.
Це яйцекладна змія.

## Розповсюдження
Мешкає від південного Техасу (США) через Центральну Америку до Перу й Еквадора.

## Підвиди
- Leptodeira septentrionalis ornata
- Leptodeira septentrionalis polysticta
- Leptodeira septentrionalis septentrionalis